# Ferdinand al III-lea al Sfântului Imperiu Roman
Ferdinand al III-lea (n. 13 iulie 1608, Graz, Monarhia Habsburgică – d. 2 aprilie 1657, Viena, Monarhia Habsburgică) a fost împărat al Sfântului Imperiu Roman între 1637 și 1657, rege al Ungariei, rege al Boemiei, arhiduce al Austriei.
Motto: Justitia et pieta („cu dreptate și pietate”).

## Biografie
Ferdinand s-a născut la Graz ca cel mai mare fiu al împăratului Ferdinand al II-lea și al primei sale soții, Maria Anna de Bavaria. Educat de iezuiți,el a devenit rege al Ungariei în 1625, rege al Boemiei în 1627 și Arhiduce de Austria în 1621.
În 1627 Ferdinand și-a îmbunătățit autoritatea și a stabilit un precedent juridic important și militar prin emiterea unei Ordonanțe revizuite care a lipsit moșiile din Boemia de dreptul lor de a ridica soldați, rezervând această putere numai pentru monarh.
După ce a fost ales rege romano-german în 1636, Ferdinand i-a succedat tatălui său ca împărat al Sfântului Imperiu Roman în 1637. A sperat să poată face pace în curând cu Franța și Suedia dar războiul a durat pentru încă 11 ani, terminându-se cu Pacea de la Westfalia (Tratatul de la Münster cu Franța, Tratatul de Osnabrück cu Suedia) în 1648.

### Căsătorie și copii
La 20 februarie 1631 Ferdinand al III-lea s-a căsătorit cu prima lui soție, Arhiducesa Maria Anna a Spaniei, fiica mai mică a regelui Filip al III-lea al Spaniei și a Margaretei de Austria. Mama Mariei Anna era sora tatălui lui Ferdinand iar astfel cei doi erau verișori primari. Cuplul a avut șase copii:
- Ferdinand al IV-lea, rege romano-german (8 septembrie 1633 – 9 iulie 1654);
- Maria Anna "Mariana", Arhiducesă de Austria (22 decembrie 1634 – 16 mai 1696) căsătorită cu unchiul matern Filip al IV-lea al Spaniei;
- Filip August, arhiduce de Austria (15 iulie 1637 – 22 iunie 1639);
- Maximilian Thomas, arhiduce de Austria (21 decembrie 1638 – 29 iunie 1639);
- Leopold I, împărat al Sfântului Imperiu Roman (9 iunie 1640 – 5 mai 1705);
- Maria, arhiducesă de Austria (13 mai 1646).

În 1648 Ferdinand al III-lea s-a căsătorit la Linz cu a doua soție, Maria Leopoldine de Austria, fiica lui Leopold al V-lea, arhiduce de Austria și Claudia de Medici. Cei doi erau veri primari fiind nepoți pe linie masculină ai arhiducelui Carol al II-lea și a arhiducesei Maria Ana de Bavaria. Au avut un singur fiu:
- Carol Iosif, arhiduce de Austria (7 august 1649 – 27 ianuarie 1664), Mare Maestru al Cavalerilor Teutoni din 1662 până la moartea sa.

În 1651 Ferdinand al III-lea s-a căsătorit cu a treia soție, Eleonora Gonzaga, fiica lui Carol al IV-lea Gonzaga, duce de Rethel. Cuplul a avut patru copii:
- Theresia Maria Josefa, arhiducesă de Austria (27 martie 1652 – 26 iulie 1653);
- Eleonora Maria de Austria (21 mai 1653 – 17 decembrie 1697), s-a căsătorit prima dată cu Mihail Korybut Wiśniowiecki, rege al Poloniei, apoi cu Charles Léopold, Duce de Lorena;
- Maria Anna Josepha de Austria (30 decembrie 1654 – 4 aprilie 1689), s-a căsătorit cu Johann Wilhelm, Elector Palatin;
- Ferdinand Josef Alois, Arhiduce de Austria (11 februarie 1657 – 16 iunie 1658).